# Тизнит
Тизнит (араб. تزنيت‎) — город в Марокко, расположен на расстоянии 690 километров от Рабата.

## История
Город был основан в 1881 году султаном Хассаном I.

## Торговля
Тизнит хорошо известен своими серебряными украшениями, кинжалами и саблями.

## Города-побратимы
- Измит, Турция
- Сен-Дени[вд], Франция
- Сомервилл, США (2010)